# Ma che bello questo amore
Ma che bello questo amore (vrij vertaald: Hoe mooi is deze liefde) is een single van Eros Ramazzotti. Het was de eerste en enige solosingle van zijn derde album In certi momenti. Zowel van het nummer als van het album is een Spaanse variant: Fantastico amor en En ciertos momentos. Het betekende de doorbraak van Ramazzotti in Nederland en België, maar wel na een lange aanloop. De single uit 1987 werd pas een hit in de zomer van 1988.

## Hitnotering

### Nederlandse Top 40
| Positie: | 23 | 14 | 9 | 9 | 14 | 24 | 36 | uit |

### NederlandseSingle Top 100
| Positie: | 68 | 41 | 22 | 18 | 17 | 17 | 27 | 34 | 58 | 65 | 81 | 99 | uit |

### BelgischeBRT Top 30
| Positie: | 21 | 27 | - | 28 | 23 | 24 | uit |

### VlaamseUltratop 30
| Positie: | 25 | 17 | 16 | 21 | 21 | 29 | uit |

### NPO Radio 2 Top 2000
Ma che bello questo amore stond alleen in 2012 in de NPO Radio 2 Top 2000, op plek 1819.